# Establecimiento de comunicación

Ejemplo de establecimiento de una conexión

El establecimiento de comunicación (del inglés handshake, literalmente apretón de manos) es utilizado en tecnologías informáticas, telecomunicaciones, y otras conexiones para establecer automáticamente una negociación entre pares que establece de forma dinámica los parámetros de un canal de comunicación entre ellos antes de que comience la comunicación normal por el canal. De ello se desprende la creación física del canal y precede a la transferencia de información normal.
Por lo general, es un proceso que tiene lugar cuando un equipo está a punto de comunicarse con un dispositivo exterior para establecer las normas para la comunicación. Cuando un ordenador se comunica con otro dispositivo como un módem o una impresora se necesita realizar un establecimiento con este para crear una conexión.
Puede ser utilizado para negociar parámetros que sean aceptables para los equipos y sistemas en ambos extremos del canal de comunicación, incluyendo pero no limitado a, tasa de transferencia de información, la codificación alfabeto, paridad, interrupción procedimiento y otros protocolos o características del hardware.
Permite conectar sistemas o equipos relativamente heterogéneos sobre un canal de comunicación sin la necesidad de intervención humana para establecer parámetros. Un ejemplo clásico del establecimiento de la conexión es la de los módems, que suelen negociar los parámetros de comunicación por un breve período cuando se establece una conexión, y posteriormente utilizar esos parámetros para facilitar la transferencia de información óptima sobre el canal en función de su calidad y capacidad. Los ruidos (que es en realidad un sonido que cambia de tono cien veces por segundo) emitidos por algunos módems con salida de altavoces inmediatamente después de los cuales se establece una conexión, son en realidad sonidos de los módems en ambos extremos que realizan el procedimiento de establecimiento de la conexión; una vez que el procedimiento se completa, el altavoz es silenciado, dependiendo de la configuración del sistema operativo o la aplicación de control del módem.

## Proyecto Handshake
El proyecto Handshake es un sistema descentralizado, totalmente libre de posesión de nombres de dominios de nivel superior (TLD). A diferencia de los TLD tradicionales alojados de manera centralizada por la ICANN, los dominios de Handshake son alojados y validados por una red de cadena de bloques, que se hace más segura mientras mayor sea el poder de cómputo y la cantidad de nodos que componen la red.
Otra diferencia entre los TLD de Handshake y de ICANN está en el modo de obtención de los mismos, ya que para registrar un TLD de la ICANN es necesario pasar por una serie de filtros, tal como un coste fijo de 180 000 dólares solo a modo de aporte para la consideración de la aprobación de un nuevo TLD donde en caso de no ser aprobada la suma aportada no es devuelta. Para ser propietario de un TLD de Handshake, ese TLD no debe pertenecer a ninguna marca registrada (estos nombres están generalmente reservados) ni estar entre los cien mil principales nombres del servicio Alexa de Amazon. 
Si el TLD que se quiere registrar cumple con estas características y se está disponible, se obtendrá si se gana la subasta pública, que dura aproximadamente cinco días desde que se hace la primera oferta por el TLD que se desea registrar en la red de cadena de bloques. El estilo de la subasta es Vickrey, donde el valor real de la subasta es desconocido y el ganador paga el valor de la segunda mayor oferta.
El modo en que se participa en una subasta por un TLD de Handshake es pujando ofertas con la moneda del sistema, llamada HNS.
El protocolo TLS de Handshake se utiliza para negociar los atributos seguros de una sesión. (RFC 5246, p.37)